# 結城貴史
結城 貴史（ゆうき たかし、1976年3月24日 - ）は、日本の俳優。宮城県出身。T-artist所属。

## 人物
2001年、NHK連続テレビ小説『ちゅらさん』で映像デビュー。映画を中心に活動している。
2011年1月に映像制作会社KURUWA.llcを設立。これまでに、数多くの映画、MVを制作公開している。

## 出演

### テレビドラマ
- ちゅらさん（2001年、NHK）準レギュラー
- 時空警察ベッカー （2001年、テレビ朝日）
- 精霊流し（2002年、NHK） - レギュラー
- ダブルスコア（2002年、フジテレビ）
- 恋は戦い！（2003年、テレビ朝日）
- ひと夏のパパへ （2003年、TBS）
- DEEP Love （2004年、テレビ東京）
- あいくるしい （2005年、TBS）
- おいしいプロポーズ （2006年、TBS）
- 病院へ行こう！ （2006年、TBS）
- 駅弁刑事・神保徳之助 （2007年4月30日、TBS） - 黒崎良一郎
- トクボウ 警察特殊防犯課 （2014年、読売テレビ） - 依田
- 不機嫌な果実 （2016年、テレビ朝日） - 尾崎

### 映画
- プラトニックセックス（2001年） - DJ敬吾
- 姐御ANEGO（2003年）
- 念珠オモヒノタマ（2004年） - 七ノ珠
- JUDA/ユダ（2004年）
- 白い鳥（2004年）
- GACHAPON!（2004年）
- 穴-怪奇・穴人間-（2004年）
- 夢の中へ（2005年） - チューヤ
- 忘却の楽園（2006年） - 主演
- Hajime（2007年） - 主演
- アコークロー（2007年） - 喜屋武秀人
- サマーリフレイン（2009年） - 主演
- 感染列島（2009年）
- ヘブンズストーリー（#3雨粒とロック）（2010年） - ツカジ
- 東京島（2010年） - ダクタリ
- rhythmical sadness ～不確かな獣～（2009年） - 主演
- Loveless（2012年）
- リトルウィング ～３月の子供たち～（2013年） - 藤堂
- 眩しくて見えなかったから長い瞬きを繰り返した（2013年） - 山崎
- ハジマリノオワリおわりのはじまり（2013年） - 主演
- 死んだ目をした少年（2015年） - 犬田の父
- 恋するヴァンパイア（2015年）
- 早乙女四姉妹（2015年）
- Bad Moon Rising（2015年）
- 狐独（2015年）
- つむぐもの（2016年） - 巧也
- 藍色少年少女（2016年）
- 64（2016年）- 鬼頭
- ラーおじさんの旅（2016年） - 主演[1]
- オボの声（2017年） - 主演・秀太[2]
- 阿修羅少女〜BLOOD-C異聞〜（2017年8月26日） - 比良田
- 雪子さんの足音（2019年2月16日）- 20年後の月光荘の住人
- 僕の名前はルシアン（2023年ユーロスペースにて公開） - ポン引き[3]
- 四十九 SeeK.1（2023年） [4]
- DitO（2024年7月26日） - 主演・神山英次[5]

### Vシネマ
- 特攻会社員(リーマン) VS 特攻OL（2002年）
- 夜叉 殺しの掟（2003年） - 網元興業組員
- 日本統一33-40（2019～2020年） - 丸神会理事 二代目鶴見組組長 菊村重政（初代鶴見組舎弟頭）
- CONNECT 覇者への道（2024年） - 真道組恩田組若頭 金田隆宏

### 配信ドラマ
- フクロウと呼ばれた男（2024年） - 影山昌弘[6]

### 舞台
- WINS OF GOD（1999年） - 主演
- DREAM OF PASSION（2008年） - 主演
- タイムスリップファーザー（2015年）

### 広告
- Docomo FOMA902is with オダギリジョー （2006年）
- dwango （2006年）
- USEN （2006年）
- コカ・コーラ （2006年）
- DTI （2006年）
- ニュータッチ凄麺「天下取り」篇（2006年）
- 積水ハウス （2006年）
- SUBARU 50th （2008年）

### MV
- シン・スンフン「I Believe」（2003年） - 主演
- 山嵐「Go your way」（2006年） - 主演
- 山嵐「湘南未来絵図」（2006年） - 主演
- ANATA KIKOU「雨がやんだら」（2007年） - 主演
- tabacco juice「工場町」（2008年） - 主演
- Sowelu「Love&I」（2010年） - 主演
- 原由子「京都物語」（2010年） - 主演
- ほたる日和「さよならマーガレット」（2011年） - 主演
- JUJU「Lullaby of Birdland」（2011年） - 主演
- JUJU「みずいろの影」（2011年） - 主演
- AIR SWELL「バッドボーズセレナーデ」（2012年） - 主演
- May J.「Back To Your Heart feat. Daniel Powter」（2012年）
- angela「THE LIGHTS OF HEROES」 - 主演（2012年） - 主演
- Ryo the SKYWALKER「WONDERFUL LIFE」（2012年） - 主演
- スキマスイッチ「ラストシーン」（2012年） - 主演
- B'z「Q&A」（2013年）
- 湘南乃風「GAMES SHONAN PLAY」（2013年） - 主演
- JELLYFISH FLOWER’S「1983」（2013年）
- May J.「本当の恋」（2014年） - 主演
- AK-69「ロッカールーム」（2014年）
- 山猿「風」（2015年）
- 女王蜂「ビーナス」 - 特典（2015年） - 主演
- MAGIC OF LIFE「DOUBLE」（2016年） - 主演
- 中村一義「世界は変わる」（2016年） - 主演
- スカイピース 「クリスマスマイル」(2017年)

### 音楽
- 音楽ユニット“サバン" with オダギリジョー